# Опал
Опа́л (от санскр. उपलः [upalaḥ] «камень» через др.-греч. ὀπάλλιος и лат. оpalus) — минералоид, аморфный кремнезём SiO2·nH2O (гидрат диоксида кремния), широко используемый в ювелирном деле.

## История
Опал был редким и очень ценным в древности. В Европе это был драгоценный камень, который ценили члены королевских семей. До открытия месторождений в Австралии в XIX веке единственным известным источником была Червеница в Словакии. Опал является национальным драгоценным камнем Австралии.

## Свойства
Двупреломление, дисперсия, плеохроизм отсутствуют. Люминесценция: у белых — белая, голубая, красноватая, зеленоватая; у чёрных — всех цветов радуги; у огненных — зеленоватая до бурой. Содержание воды обычно в пределах от 3 до 13 %, но бывает и до 30 %. Как примеси, опалы могут содержать в некоторых количествах оксиды CaO, MgO, Al2O3, Fe2O3, FeO, Na2O, K2O. Легко растворяются в щелочах.
Окраска бывает различна. Бесцветные или прозрачные разновидности называются гиалит или молочный опал. Разнообразие более тёмных окрасок (синий, насыщенно-зелёный, ярко-красный, коричневый, янтарно-жёлтый) обусловлено примесями. Для благородных опалов характерен радужный перелив цветов — опалесценция.

## Происхождение

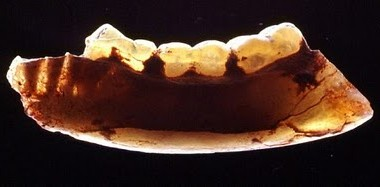
Фрагмент челюсти древнего млекопитающего Kollikodon ritchiei, в процессе фоссилизации ставший опаловым

Формы выделения: гроздевидные или почковидные агрегаты аморфного кремнезёма, выполнение трещин. Обычно залегает среди лимонитов, песчаников, в риолитах и базальтах.
По происхождению осадочный, гипергенный или низкотемпературно-гидротермальный. Встречается в виде прожилков, заполняя трещины вмещающих пород. Из рассеянных мелких частиц опала состоят горные породы диатомит, трепел и опока. Опал образует различного рода натёчные формы или желваки, нередко образует псевдоморфозы по различным минералам, также пропитывает различные животные и растительные остатки, образуя окаменелости. Иногда встречается в виде землистых масс или тончайшего порошка.

## Разновидности
В зависимости от свойств: цвета, блеска, прозрачности, твёрдости, примесей различают довольно значительное число разновидностей опалов.
Опалы, образующиеся из кремнезёма выветривающихся силикатных пород, заполняя трещины и пустоты в них или проникая в их массу, получаются «нечистыми». К ним относятся: полуопал, мутный, с жирным блеском, белого, серого, жёлтого, красного и бурого цветов.
При замещении опалом древесных остатков образуется древесный опал, сохраняющий текстурный рисунок древесины (окаменелое дерево).
Пористые, ноздреватые разности, образовавшиеся из горячих источников, называются кремнистым туфом и кремнистой накипью.
Землистые, рыхлые отложения микроскопических организмов, главным образом диатомей, называются трепелом, полировальным сланцем.
Благородный опал отличается красивой игрой цветов. Окраска, большей частью, молочно-белая или желтоватая, голубая и даже чёрная. Просвечивает или полупрозрачен. Относится к драгоценным камням.
Обыкновенный опал не имеет игры цветов. Прозрачность в различной степени. Иногда бесцветный, но, большей частью, окрашен в различные неяркие цвета. Красивые образцы шлифуются и считаются полудрагоценными камнями.

### Другие разновидности опалов

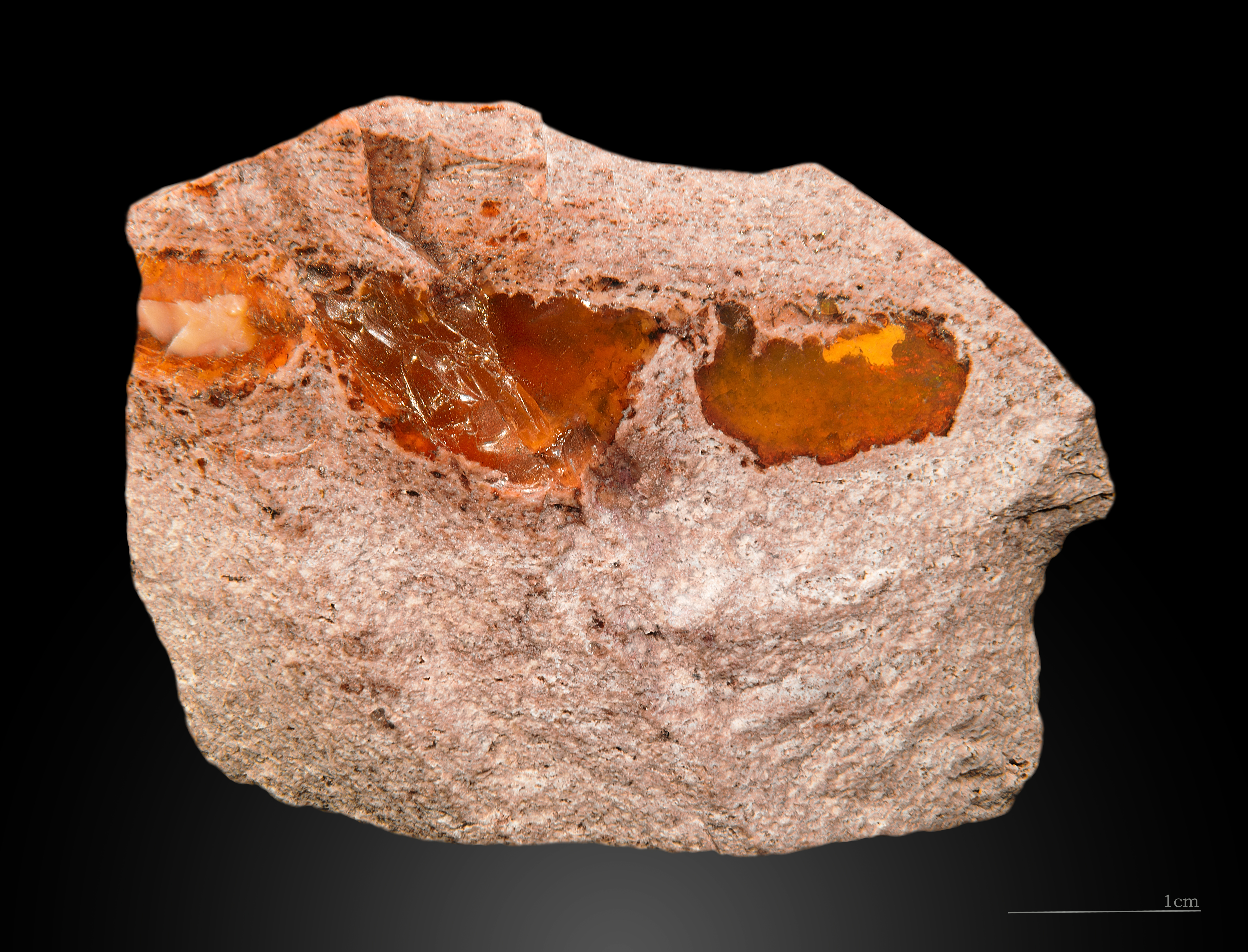
Огненный опал

- Огненный опал — камни от прозрачного до полупрозрачного, главным образом с цветами от гиацинтово-красного до винно-жёлтого, бывают почти красные, чаще без какой-либо игры. В Мексике добывают вариации с опалесценцией.
- Чёрный опал — опал тёмного, не обязательно чёрного, цвета базы, наиболее дорогая разновидность благородных опалов (в частности, австралийские чёрные опалы).
- Болдер (англ. boulder — булыжник, валун) — разновидность опала в виде прослойки в породе, чаще всего железистой, однако бывают и матричные болдеры в риолитовой и базальтовой породах. Лучшие разновидности болдеров, йова и короит, добываются в Австралии.
- Восковой опал — восково-жёлтого цвета.
- Гиалит — водяно-прозрачный, образует корки гроздевидной наружности на различных породах; иногда облепляет собой мхи и лишайники.
- Гидрофан, водный опал — порист; пропитываясь водой, становится полупрозрачным и обнаруживает красивую игру цветов.
- Джиразоль (жиразоль, гиразоль) — прозрачный, почти бесцветный, с переливчатым голубоватым отливом, обычно на бледно-молочном фоне[7].
- Ирисопал — бесцветный или слегка коричневатый с одноцветным отливом, добывается в Мексике.
- Кахолонг, жемчужный опал, полуопал — камень молочно-белого цвета, являющийся непрозрачной смесью кварца, халцедона и фарфоровидного опала.
- Перуанский (голубой) опал — розовые, голубые и даже синеватые камни находят в Перу. Они не являются многоцветными.
- Празопал, хризопал — непрозрачный камень яблочно-зелёного цвета.

## Месторождения

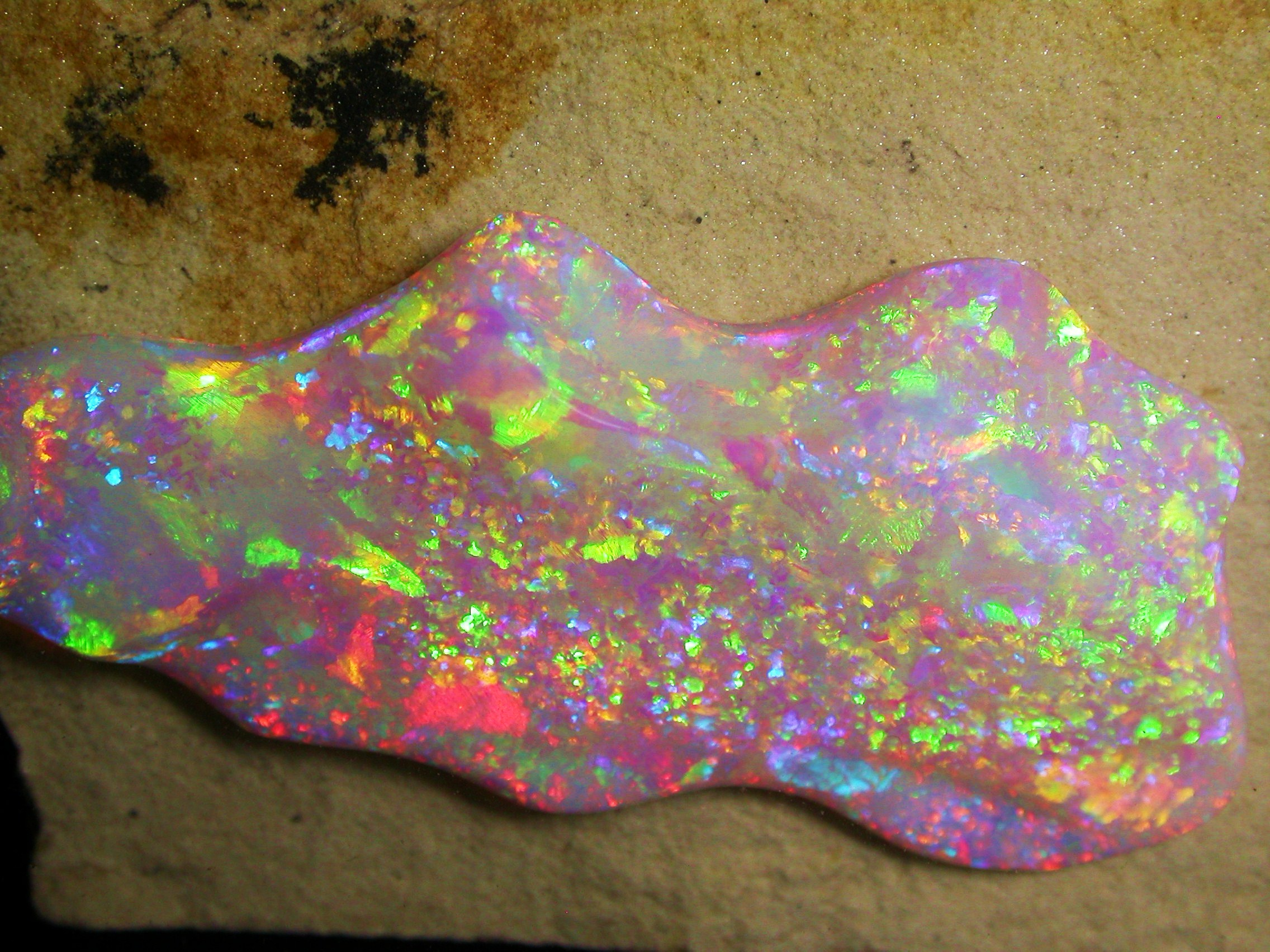
Опал из месторождения в Бразилии

Опал часто находят в виде тонких слоёв или плоских линз, большие куски редки. Встречается на всех континентах, однако на месторождения Австралии приходится, по некоторым утверждениям, около 97 % всей мировой добычи. Из них 90 % называют «лёгкими опалами» или белыми кристаллическими опалами. Большинство австралийских опалов добывается в городе Кубер Педи в штате Южная Австралия. Тип болдер добывают на территории штата Квинсленд. Одной из крупнейших шахт по добыче этого типа является Джанда (англ. Jundah). В штате Новый Южный Уэльс в районе городка Лайтнинг-Ридж добывают другой опал с преобладающей чёрной окраской (с игрой цветов от тёмно-серого до чёрно-голубого). Этот тип считается самым редким, так как на чёрный опал приходится только около 5 % от общего количества добытых в Австралии опалов. Опал считается национальным камнем Австралии.
Помимо Австралии, крупным экспортёром опалов является Эфиопия. Большая часть благородных опалов добывается в Австралии, Мексике, Бразилии, Гватемале, Гондурасе, Японии, Словакии, США (Невада), незначительные проявления в России (Камчатка, Томская область) и на Украине. Обыкновенные и огненные опалы часто находят в Мексике (штаты Идальго (штат) и Керетаро), Бразилии, Гватемале, Гондурасе, США, Турции, Казахстане. В конце 2008 года НАСА объявило, что обнаружило опалы на Марсе.

## Применение

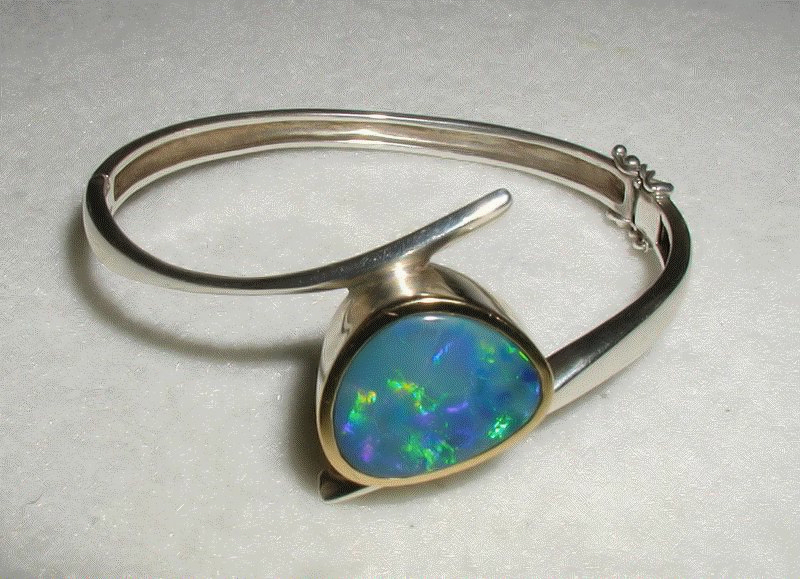
Браслет с опалом

Трепел раньше применялся как материал для изготовления динамита.
Благородный опал принадлежит к драгоценным камням; лучшие образцы ценятся очень дорого. Самый большой опал, найденный близ Кубер-Педи в 1956 году, оценивается в 2,5 млн австралийских долларов. Чтобы лучше проявилась цветовая игра благородных опалов, им придают круглую или овальную форму кабошонов или другие мягко выпуклые формы, в зависимости от того, как это позволяет сырой материал.
В серийных украшениях часто используются опаловые дублеты — отполированные опаловые пластинки, наклеенные на оникс, обсидиан, чёрное стекло или рядовой опал.
Если хранить опалы в условиях низкой влажности, то из-за потери влаги они могут потрескаться и помутнеть. Поэтому ювелирные изделия и украшения с опалами следует носить как можно чаще, так как драгоценный камень может брать необходимую ему влагу из воздуха или кожи того, кто его носит.
Из-за невысокой твёрдости опала мастера при создании ювелирных изделий изготавливают защищающие их оправы. Раньше поверхность опала покрывали маслом, потом перешли на пропитывание опалов бесцветной искусственной смолой.
В настоящее время широко производятся синтетические опалы, в том числе в России (в Санкт-Петербурге и Новосибирске). Распространены имитации и подделки опала, главным образом за него выдают специально изготовляемое опалесцирующее стекло.
Состоящие из опала горные породы диатомит, трепел и опока — сырьё для цемента, наполнителей и других строительных материалов.
Древние римляне считали опал камнем, приносящим удачу. Во многих странах он и сегодня воспринимается в качестве талисмана. В 1829 году Вальтер Скотт опубликовал роман «Анна фон Гейерштейн», где опал приносит гибель своей обладательнице. После выхода романа спрос на опалы упал в два раза и оставался низким на протяжении последующих 20 лет. В России миф об опале как о камне, приносящем несчастье, увековечила повесть И. В. Киреевского «Опал» (1830).
Опал — официальный камень-символ Южной Австралии и австралийской женской национальной команды по баскетболу The Opals.
Opal — бесконтактная система оплаты проезда на общественном транспорте в районе Большого Сиднея и в большинстве других городских районов Нового Южного Уэльса, Австралия.